# I Thank You
I Thank You is het vierde album uit 1968 van het Amerikaanse Soul-duo Sam & Dave. Het album bevat elementen van de op dat moment net opgekomen funk stijl. 
Op de covers als These Arms of Mine na werden de meeste nummers van het album voor Sam en Dave geschreven door Isaac Hayes en David Porter.

## Tracks

### Voorzijde
1. "I Thank You" (Isaac Hayes, David Porter) - 2:55
2. "Everybody Got to Believe in Somebody" (Hayes, Porter) - 3:14
3. "These Arms of Mine" (Otis Redding) - 3:11
4. "Wrap It Up" (Hayes, Porter) - 2:32
5. "If I Didn't Have a Girl Like You" (Hayes, Porter) - 4:25
6. "You Don't Know What You Mean to Me" (Steve Cropper, Eddie Floyd) - 4:25

### Achterzijde
1. "Don't Turn Your Heater On" (Cropper, Alvertis Isbell) - 2:16
2. "Talk to the Man" (Hayes, Porter) - 3:04
3. "Love Is After Me" (Cropper, Hayes, Porter) - 2:19
4. "Ain't That a Lot of Love" (Homer Banks, Deanie Parker) - 2:43
5. "Don't Waste That Love" (Hayes, Porter) - 2:46
6. "That Lucky Old Sun (Just Rolls Around Heaven All Day)" (Haven Gillespie, Harry Beasley Smith) - 3:09

## Artiesten
- Sam Moore – zang
- Dave Prater – zang
- Booker T. & the M.G.'s en de Mar-Key Horns:
  - Booker T. Jones – keyboard
  - Steve Cropper – gitaar
  - Donald Dunn – basgitaar
  - Al Jackson, Jr. – drums
  - Charles "Packy" Axton – tenor saxofoon
  - Don Nix – saxophone
  - Wayne Jackson – trombone, trompet
  - Isaac Hayes – orgel